# Organisationssoziologie
Die Organisationssoziologie ist eine Teildisziplin der Soziologie, die sich der empirischen Erforschung und theoretischen Analyse der Formen, Strukturen und internen Prozesse von Organisationen sowie ihren Interaktionen mit der gesellschaftlichen Umwelt widmet. Aufgrund der Vielfalt an Formen, die Organisationen annehmen können (u. a. Unternehmen, Verbände, Vereine, Parteien, Universitäten, Schulen, Krankenhäuser, Theater, staatliche Verwaltung, Kirchen, Militär, Nichtregierungsorganisationen), bildet den Kern der Disziplin die Organisationstheorie, die Gemeinsamkeiten und Unterschiede dieser Formen herausstellt. Die Organisationssoziologie legt einen Schwerpunkt auf die Erforschung von Strukturen, Mitgliedern, Zielen und Funktionen sowie von Verhalten in Organisationen unter Gesichtspunkten von Arbeit, Arbeitsteilung, Kooperation und Herrschaft. Starke Bezüge zur Organisationssoziologie weist die Industrie- und Betriebssoziologie auf. 

## Abgrenzung zu verwandten Disziplinen
Im Gegensatz zur Organisationssoziologie beschäftigt sich die betriebswirtschaftliche Organisationslehre mit dem Aufbau und den Arbeitsabläufen in betrieblichen Organisationen primär unter Kriterien der Zweckmäßigkeit und wirtschaftlichen Effizienz. Die Organisationspsychologie hingegen legt ihrerseits das Forschungsinteresse primär auf die Individuen, deren Psyche und Handeln innerhalb von Organisationen.

## Gegenstand und Themen organisationssoziologischer Forschung
Ihren Durchbruch verdankt die Disziplin Max Webers Bürokratietheorie und den Hawthorne-Studien (Hawthorne-Effekt, siehe dort Roethlisberger/Dickson) während der Weltwirtschaftskrise. Letztere haben den Unterschied zwischen formaler und informaler Organisationsstruktur entdeckt. Die Wechselwirkungen zwischen beiden sind bis heute Gegenstand der Forschung.
Die organisationssoziologische Theorie und Forschung beschäftigt sich mit den gesellschaftlichen Funktionen von Organisationen (Max Weber, Talcott Parsons, Charles Perrow, Niklas Luhmann), mit den Strukturtypen von Organisationen (Richard Scott, Henry Mintzberg), dem Prozessieren von Entscheidungen und der Absorption von Ungewissheit in Organisationen (Niklas Luhmann, Dirk Baecker).
Soziologen betrachten Organisationen sowohl als handlungsfähige Kollektivakteure beziehungsweise als korporative Akteure in der Interaktion mit anderen Organisationen ihrer Umwelt wie auch als soziale Systeme mit spezifischen Binnenproblemen (z. B. Bürokratie und Oligarchie, Mitgliederrekrutierung und -loyalität, Divergenz von Organisationsziel und Mitgliedermotivation).

## Entstehung als akademische Disziplin
Die Institutionalisierung der Organisationssoziologie erfolgte in den USA und in Europa auf unterschiedlichen Entwicklungspfaden.
In den USA wurde die Organisationstheorie – insbesondere durch die stark wachsende Bedeutung der Organisationsforschung an den Business Schools – praxisnah und interdisziplinär institutionalisiert. Die Theorieentwicklung gewann durch Robert K. Mertons Konzept der „Theorie mittlerer Reichweite“ an Unabhängigkeit von gesellschaftstheoretischen Fragen und den entsprechenden soziologischen „Großtheorien“ (“grand theories”). Mertons Schüler (unter ihnen Philip Selznick, Alvin W. Gouldner, Peter Blau, Seymour M. Lipset und James S. Coleman) haben dieses Konzept erfolgreich vorangetrieben und zur nachhaltigen Etablierung der „organization sciences“ als eigenständiger Disziplin mit einem umfangreichen Korpus empirischer Studien und einer Vielzahl spezialisierter Zeitschriften beigetragen.
Von einer professionspolitischen Ausdifferenzierung wie in den USA sind die einzelnen europäischen Schulen der Organisationstheorie weit entfernt. „Organisation“ wurde hier im Kontext von Arbeits-, Kapitalismus- und Staatstheorien behandelt und ihre Probleme entsprechend in Debatten über Technologie, Verwaltung und Produktion thematisiert. Die konkreten Probleme der Praktiker wurden in der Unternehmens- und Organisationsberatung diskutiert. Sie wurden nicht als Probleme eigener Art betrachtet. Aus dem Schatten der Industrie- und Betriebssoziologie vermochte sich die Organisationstheorie in Deutschland erst in den 1980er Jahren zu lösen.
Obwohl die historischen Wurzeln gleichermaßen in Europa und Nordamerika liegen, zeichnete sich bereits seit 1940, spätestens aber seit den 1970er Jahren eine Dominanz US-amerikanischer Ansätze ab, wenngleich in dieser „Zwischenphase“ teilweise enge Verbindungen amerikanischer Ansätze zu britischen Autoren und Schulen bestanden. Aus dem nordamerikanischen Zentrum beziehen europäische Organisationssoziologen ihre zentralen Ideen und Konzepte. Sie sind jedoch selber selten in der Lage, auf die wesentlichen Debatten in den USA mit innovativen und eigenständigen Konzepten zu antworten.

## Anwendung
Anwendung findet organisationssoziologische Forschung u. a. auch in Unternehmens- und Betriebsräteberatungen, die nach verschiedenen Schulen vorgehen, etwa dem mikropolitischen Ansatz (u. a. Crozier/Friedberg) oder dem systemtheoretischen Ansatz, den u. a. Niklas Luhmann und – in abgewandelter Form – auch Dirk Baecker für die Organisationssoziologie fruchtbar gemacht haben.